# Amtsgericht Greetsiel
Das Amtsgericht Greetsiel zu Pewsum war ein Gericht der ordentlichen Gerichtsbarkeit in Pewsum.
Nach der Revolution von 1848 wurde im Königreich Hannover die Rechtsprechung von der Verwaltung getrennt und die Patrimonialgerichtsbarkeit abgeschafft.
Das Amtsgericht wurde daraufhin mit der Verordnung vom 7. August 1852 die Bildung der Amtsgerichte und unteren Verwaltungsbehörden betreffend als königlich hannoversches Amtsgericht gegründet. Es umfasste das Amt Greetsiel. Es übernahm damit die Gerichtsfunktion aus dem Amt Pewsum und dem Patrimonialgericht Jennelt. Das Amtsgericht war dem Obergericht Aurich untergeordnet. Im Jahre 1859 wurde das Amtsgericht Greetsiel aufgelöst. Sein Gerichtsbezirk wurde dem Amtsgericht Emden zugeordnet.